# Солтановський Автоном Якимович
Автоно́м Яки́мович Солтано́вський (1826—1886) — український педагог і мемуарист родом зі східного Поділля.

## Біографія
Навчаючись на філософському факультеті Київського університету, Автоном Солтановський був організатором фольклористичної практики студентів. 1849 року, закінчивши університет, він передав керівництво цією справою іншому ентузіастові — студенту-медику Степанові Носу .
Закінчивши університет, Автоном Солтановський упродовж півтора десятиліття працював викладачем історії та російської словесності Рівненської чоловічої гімназії. Він приїхав у Рівне восени 1849 року, а 1864 року його перевели на інше місце — в Кам'янець-Подільський.
Перебуваючи у Рівному, Солтановський вів щоденник, куди записував цікаві історії з місцевого життя, оригінальні сюжети приватних стосунків знайомих йому людей. З роками ці записи склали цілі томи, але їх автор нікому не зізнавався про свій рукопис. І тільки після смерті Солтановського цей твір потрапив до людей. Його частково видрукувано на сторінках популярного журналу «Киевская старина» протягом 1892—1894 років. Тоді зненацька піднялася завіса над багатьма провінційними таємницями Рівного середини 19 століття. У спогадах Солтановського зафіксовано вражаючі і жахливі історії з життя рівненських поміщиків, чиновників, учителів та учнів гімназії. Це ціла галерея образів, які в сукупності створюють виразну картину тогочасного життя у місті .
1864 року Солтановський був інспектором Кам'янець-Подільської чоловічої гімназії .
Далі Солтановський був начальником навчальної дирекції у містах Сувалки (у 1864—1871 роках) і Плоцьк (у 1871—1875 роках) .
1875 року вийшов у відставку. У 1875—1886 роках жив у Брацлаві (нині селище міського типу Немирівського району Вінницької області) .

## Мемуари Солтановського
Солтановський — автор «Записок» (друкованих у «Київській старовині» за 1892, 1893, 1894 роки), що охоплюють час з 1846 до 1867 року. Це цінне джерело до історії Правобережжя 19 століття, зокрема щодо стану середнього шкільництва.
Спогади Автонома Солтановського — унікальний історичний документ, в якому автор докладно фіксує людські кривди, підступні вчинки та злодіяння, ніби створює незвичайну, химерну колекцію їх. Що спонукало його до такої дивної, незрозумілої оточенню праці (рукопис писався у Рівному потаємно, про його існування ніхто не знав)? Швидше всього, в такий спосіб автор відмежовував себе від аморального суспільного оточення, не маючи ані змоги, ані мужності протестувати одверто. Принаймні, він залишив для нащадків вражаючої сили історичний документ. Його цінність дослідниця Ганна Шамрай вбачала, по-перше, в характеристиці соціальних умов дореволюційної Росії, а, по-друге, у докладному описі педагогічної системи цієї пори.
Викликають жах подані Солтановським описи поміщицьких звірств. «Кріпак, — пише він, — був особою, що перебувала поза законом. Сікти його можна було скільки завгодно, можна було і до смерті засікти, якщо польський поміщик ладив із властями. Дружини і дочки кріпаків служили хіті панів та паничів. Жінок сікли нарівні з чоловіками. Сікли кріпаків пани і пані, сікли їх управителі, сікли економи, сікли поліцейські і всякі інші власті, сікли за злочини і переступи, сікли по суду і без усякого суду; сікли навіть із тваринної пристрасті бачити здригання стражденного людського тіла, бачити бризки і потоки крові. Друга дружина рівненського предводителя дворянства, жінка молода, років 20-ти і дуже ніжної, нервової натури, віддавала перевагу над усіма видовищами видовищу покарання молодих мужчин по голому тілу до крові, влесливі економи щоденно протягом літа підводили до балкона, на якому сиділа після обіду і їла солодощі Заленська, по 6 хлопців. їх роздягали і сікли. Заленська просто блаженствувала; очі розгорялись, усе її тіло здригалося від насолоди. Покарані не чули за собою жодної вини. Вони знали, що йдуть під різки, щоб принести задоволення своїй пані. Їх просто економи призначали за чергою». І такий опис не єдиний у щоденниках Солтановського, як не була тільки винятком поведінка пані Заленської. Не менш жахливі бузувірства чинила пані Стецька, що замордувала на смерть свою служницю-кріпачку, або начальник інвалідної команди Ішлінський, котрий займався розбоєм і грабежем.
Рівне Солтанонський змальовує жалюгідним, захланним містечком, У якому зло та безчинство глумиться над усякою людською порядністю. «Життя повітового міста Рівного до Кримської війни страждало відсутністю всяких розумних начал. Чиновники, представники влади являли собою шайку злодіїв у законі, котрі спустошили повіт та заважали правильному розвитку суспільного життя і водночас обдурювали й сам уряд».
Звичайно, в такому оточенні і гімназійні порядки виглядали аморальними, їх дикість автор мемуарів доводить на численних прикладах із добре знайомого йому гімназійного життя. Директори гімназії часто-густо отримували цю посаду за хабарі або завдяки впливам у Києві; так, наприклад, став керівником Рівненської гімназії німець Гуго Траутфеттер, брат якого на той час служив ректором Київського університету. Через те вони були зацікавлені не в поліпшенні викладання предметів та умов життя учнів, а у влаштуванні власного добробуту. Звідси — популярність хабарів, пиятик і подібних порочних явищ. Траплялося, що до влади в гімназії приходили відверті злочинці, як-от інспектор О.Туманов. Слідство викрило його шахрайство столовим сріблом гімназії, інші зловживання. Та спритний Туманов зумів «зам'яти» справу через хабар слідчому. А сам тим часом директорував у гімназії. Навіть попечитель округу І.Пирогов, обурений злочинами Туманова, не зміг випровадити його у відставку. Про жорстокість цього чоловіка у поводженні з учнями ходили легенди.
До вчителів Рівненської гімназії Солтановський ставиться співчутливо, адже вони сповна зазнавали на собі морального тиску подібних туманоних. Взагалі варто сказати правду, що всі учителі були добрими людьми, добрими товаришами і добре поводилися з учнями. Але жорстокий режим нагінок і зневажання змушував їх тікати зі школи. Це був єдиний шлях зберегти себе, не піддаватися руйнівному впливу оточення. Інакше треба було опуститися до рівня типового тогочасного чиновника: займатися розпустою, грати в карти, брати хабарі, пиячити. Ті, хто такого життя не схвалював, виділялися серед інших, а отже, ставали підозрілими, небезпечними для влади. Так виганялася зі стін гімназії порядність і християнська мораль, а плодилися бездушність та шахрайство.
Найважче ж становище мали учні-гімназисти. Дирекція гімназії оцінювала їх не за знаннями та здібностями, а за матеріальним станом батьків та хабарами з боку останніх. Водночас діти з незаможних сімей страждали найбільше, а іноді навчання оберталося для них трагедією. Так сталося з учнем Івоницьким: той-таки Туманов обізвав і побив його без найменшого приводу, очевидно, хотів хабаря. Після цього гімназист у розпачі застрелився. Це самогубство сколихнуло тоді все місто. Трагічна звістка дійшла й до керівництва шкільного округу, порушили слідство. Але Туманов знову зумів покрити свою вину. Нерідко гімназистів били до півсмерті за найменшу провину чи й без неї, через сваволю когось із дирекції або вчителя.
Через кілька років у гімназії сталася ще одна трагічна історія. Учня молодших класів Яся Янкевича замкнули в карцер, нібито за неуважність. Гімназист просився додому, просив урахувати, що він захворів, але ніхто не зважив на це. А коли увечері сторож відімкнув карцер, то застав нещасного учня непритомним коло дверей… Поховали Янкевича на рівненському цвинтарі. Відтоді його товариші вишкрябували на надмогильній плиті напис польською мовою, що гласив: «Жертва жорстокості». А гімназійний наглядач Дитяткевич, безпосередньо причетний до цієї смерті, щоразу мав клопіт вишкрябувати злощасний напис. Цією розправою був нажаханий юний Володимир Короленко, щойно перевівшись до Рівненської гімназії із Житомира.